# Уно Найссоо

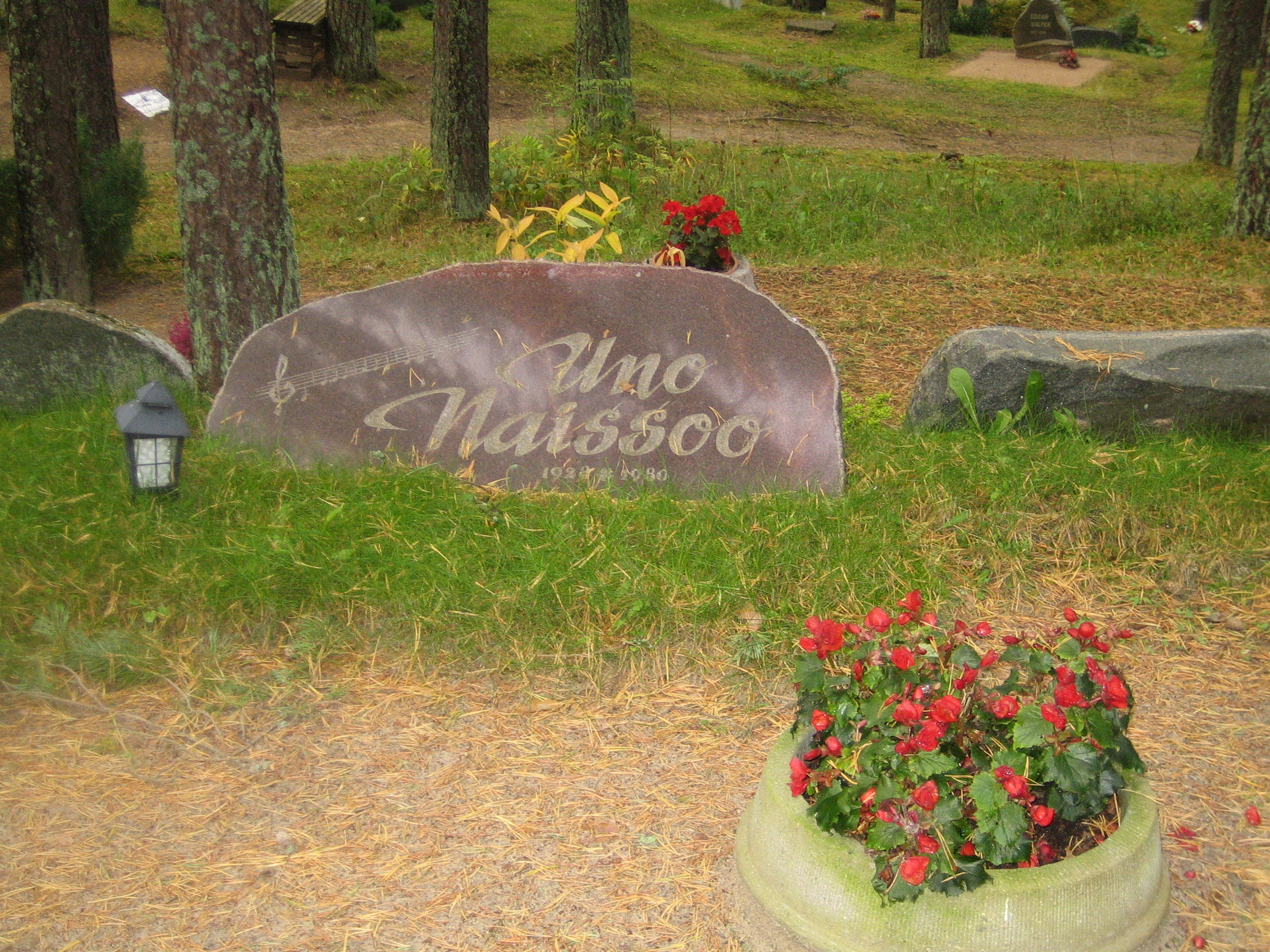
Могила Уно Найссоо на Лісовому кладовищі Таллінна

Уно Найссоо (ест. Uno Naissoo; 25 березня 1928, Вільянді, Естонія — †5 січня 1980, Таллінн, Естонська РСР, СРСР) — радянський естонський композитор, теоретик музики, педагог. Автор сотень естрадних пісень. Досліджував феномен джазу. Заслужений діяч мистецтв Естонської РСР (1965). Народний артист Естонської РСР (1978).

## Біографія
Народився у міжвоєнній Естонії. В юності пережив німецьку, а згодом радянську окупацію. 
Закінчив Талліннську консерваторію (1952, клас Г. Еллера). 
Автор симфоній, поем, концертів, музики до кінофільмів («Випадкова зустріч» (1961), «Остання реліквія» (1969), «Вкрали Старого Тоомаса» (1970) та ін.). Окрема робота — музика до українського художнього фільму «День перший, день останній» (1978, реж. Юрій Ляшенко).
Найбільш відомий як автор близько 150 естрадних пісень та учасник гурту «Rütmikud». 
Зазнав упливу джазової культури, яка прочитується навіть у його серйозних симфонічних творах. 

## Твори
Симфонічні твори :
- Концерт для кларнету (1955),
- Концерт-рапсодія для акордеона та симфонічного оркестру (1961),
- Terzetto di varieta для фортепіанного тріо (1977),
- Варіації для акордеона (1975).

Естрадні твори (популярні):
- Arglik brigadir,
- Neil päevil polnud algust,
- Märtsis algas mai,
- Nüüd hobu astub omapead,
- Vana kaev (Старий колодязь),
- Ära kedagi naera (Не смійся ні з кого).

Музикознавчі праці:
- Harmoonia alused (Основи гармонії, 1961),
- Džässilik harmoonia ja orkestratsioon (Джазоподібні гармонії та оркестрування, 1969).

## Відзнаки
- Заслужений діяч мистецтв Естонської РСР (1965)
- Лауреат Державної премії Естонської СРСР (1976)
- Народний артист Естонської РСР (1978)